# ألبرت بويغ
ألبرت بويغ (بالإسبانية: Albert Puig)‏ هو سباح إسباني، ولد في 1 أبريل 1994 في تاراسا في إسبانيا.